# 1741 au Canada
Pour un article plus général, voir Chronologie du Canada.
Cet article traite des événements qui se sont produits durant l'année 1741 au Canada.

## Événements

### Nouvelle-France

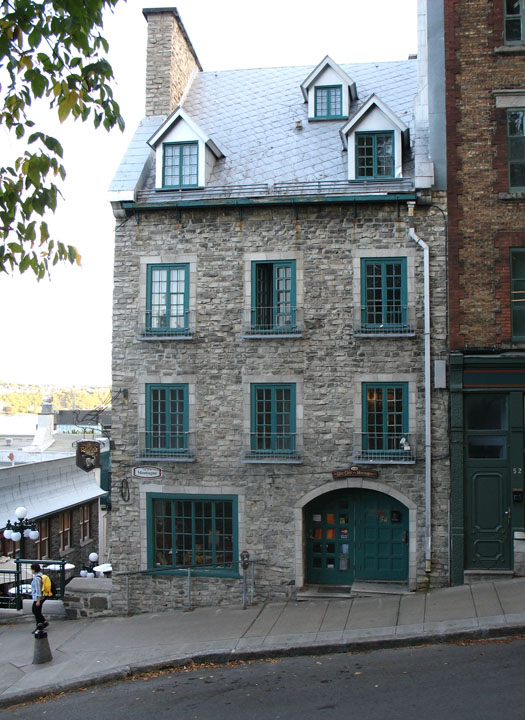
Maison Gervais-Beaudoin-Québec

- 6 mars : Henri-Marie Dubreil de Pontbriand devient évêque de Québec[1].
- 17 août : arrivée à Québec du nouvel évêque Henri-Marie Dubreil de Pontbriand ainsi que son secrétaire Jean-Olivier Briand[1].
- Septembre : le chef monsoni La Colle, allié des Français et des La Vérendrye mène une expédition avec deux-cents guerriers cris et assiniboines contre les Sioux. Au moins 70 morts chez les Sioux et de nombreux prisonniers[2].
- Octobre : François-Étienne Cugnet fait faillite avec les Forges du Saint-Maurice. Les dépenses d'exploitation sont plus élevées que les revenus. Le 28 octobre, l'intendant Gilles Hocquart charge Guillaume Estèbe de dresser un inventaire complet et de relancer la production. Les forges tombent sous le contrôle de l'État français qui établit une régie, officiellement le 1er mai 1743[3].
- Construction de fort Dauphin près du lac Winnipegosis et du fort Bourbon près du lac Winnipeg[4].
- Fondation de la paroisse Sainte-Geneviève à l'ouest de l'île de Montréal.

### Possessions anglaises
- 8 juin : Christopher Middleton part à la recherche du passage du Nord-Ouest. Il atteint en août 1742 à Repulse Bay la latitude record du 65e parallèle nord mais sans trouver le passage[5].

## Naissances
- 14 janvier : Benedict Arnold, général américain qui a assiégé Québec († 14 juin 1801).
- 6 juin : Denis Viger, charpentier, homme d'affaires et politicien († 16 juin 1805).
- 19 septembre : Jacob Jordan (père), politicien († 23 février 1796).

## Décès
- 24 octobre : Richard Testu de La Richardière, officier de la marine (° 15 avril 1681).
- 28 novembre : Louis-François Duplessis de Mornay, évêque de Québec (° 20 septembre 1663).
- Louis Denys de la Ronde, explorateur (° 1675).